# Fraissé-des-Corbières
Fraissé-des-Corbières è un comune francese di 251 abitanti situato nel dipartimento dell'Aude nella regione dell'Occitania.

## Società

### Evoluzione demografica
Abitanti censiti